# Vathypetro
La vila minoica de Vathypetro és un establiment minoic o petit palau, situat al lloc de Vathypetro, a uns 5 km al sud d'Archanes, al peu de la muntanya Iuktas al centre de Creta, a la via entre Cnossos (al nord) i Messara (al sud).
Es creu que era la residència d'un cap local (la teoria que fou la residència d'estiu del rei d'Archanes es considera actualment menys probable) i la seva arquitectura és semblant a la d'un petit palau amb un tall central, una petita capella (potser triple), un pòrtic de tres columnes, magatzems i cambres de treball. Es creu que la construcció mai no fou completada. Entre les coses interessants del lloc hi ha una premsa de vi a l'ala sud i una d'oli al pati.
La construcció va començar el 1580 aC i va durar 30 anys però només es va acabar l'ala oest; el mur interior de l'ala est tot just s'havia començat a construir quan l'edificació fou destruïda, probablement per un terratrèmol, i fou abandonada (vers el 1550 aC). Una part (el sud) fou reutilitzada seguidament com a lloc industrial (la part de la premsa de vi) però fou finalment destruïda vers el 1470 aC. Les restes de la rodalia foren destruïdes pel cultiu de vinyes.
S. Marinatos la va excavar el 1949-1953 i 1955-1956, i amb la intenció de fer un museu al mateix lloc alguns elements foren canviats de lloc o modificats. El lloc fou excavat també el 1979 per Joannis Sakellarakis. Les parets es van restaurar i després es van fer altres treballs de reparació fins al 1983. Una de les cambres allotja una exposició de poteria trobada al lloc.